# Лю Вей (велогонщик)
Лю Вей (11 березня 1995) — китайський велогонщик.